# Abinaecia Silva

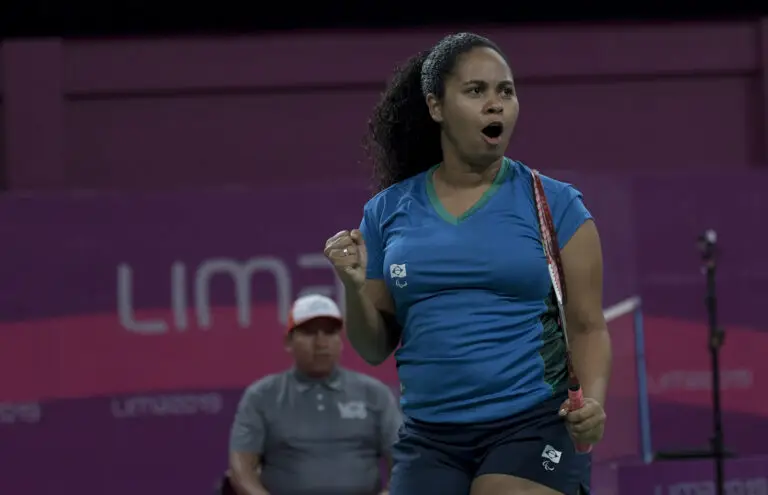

Abinaecia Maria da Silva (Cabo de Santo Agostinho, 7 de dezembro de 1993) é uma jogadora brasileira de para-badminton.

## Biografia
Abinaecia teve poliomielite aos 2 anos e meio de idade, o que resultou em atrofia e encurtamento da perna direita. Depois de três anos, ela conseguiu voltar a andar. Aos 13 anos, conheceu o parabadminton durante uma aula de Educação Física, quando seu professor notou que ela estava isolada e decidiu apresentar um esporte que ela pudesse praticar. Em 2017, Abinaecia foi convocada para a Seleção.
Bia, como gosta de ser chamada, compete na classe SL3 (comprometimento dos movimentos em uma ou duas pernas, mas sem auxílio de prótese ou cadeira de rodas) e disputou medalha nos Jogos Parapan-Americanos de 2019 nas categorias Simples Feminino, Duplas Feminino (ao lado de Simoní Felizardo) e Duplas Mista (ao lado de Ricardo Cavalli), alcançando a medalha de bronze nesta última. Pela classe SL3, Grupo B, a brasileira perdeu da francesa Coraline Bergeron e não passou para a fase eliminatória em Dubai.
Em setembro de 2023, Abinaecia foi convocada para representar o Brasil nos Jogos Parapan-Americanos do Chile, competindo no badminton. Embora não seja nativa de Goiás, ela compete pela Associação Paralímpica do Estado de Goiás (Aspaego). Sua parceira de jogo, Ana Carolina Reis, também foi convocada para o evento. Juntas desde 2022 na Aspaego, Abinaecia e Ana Carolina já conquistaram vários títulos. 

## Conclusão
Abinaecia Silva, enfrentando desafios desde a infância, tornou-se uma atleta paralímpica. Sua dedicação ao esporte e suas conquistas no parabadminton evidenciam sua contribuição para a modalidade, sendo um verdadeiro exemplo de inspiração e superação.

## Títulos
Jogos Parapan-Americanos
Ouro no simples feminino: Jogos Parapan-Americanos de Santiago 2023.
- Bronze na dupla misto: Lima, 2019[2][4]